# Sixto Orosa jr.
Sixto L. Orosa jr. (Jolo, 2 juli 1916 - 2 juni 1995) was een Filipijns bankier. Orosa jr. was een broer van nationaal kunstenaar van de Filipijnen Leonor Orosa-Goquingco.

## Biografie
Sixto Orosa werd geboren op 2 juli 1916 in Jolo in de provincie Sulu. Hij was het eerste kind en de enige zoon van Sixto Orosa sr. en dr. Severina Luna-Orosa. Orosa jr. behaalde in 1935 als valedictorian (beste van zijn jaar) een Bachelor of Science-diploma aan het De La Salle College. Aansluitend studeerde hij rechten aan de Philippine Law School, waar hij in 1947 opnieuw als valedictorian afstudeerde. Tevens slaagde hij voor zijn toelatingsexamen voor de Filipijnse balie (bar exam). Orosa jr. werd in 1950 benoemd tot vicepresident van de Philippine Bank of Commerce. Later was vicepresident en directeur bij Prudential Bank & Trust Company. Hij was president van de Security Bank en oprichter en president van de Philippine Commercial and Industrial Bank, een voorloper van de Equitable PCI Bank. In 1953 werd Orosa jr. uitgeroepen tot bankier van het jaar.

## Bron
- D. H. Soriano, Isidro L. Retizos, The Philippines Who's who, Who's Who Publishers, 2nd ed. (1981)